# Pequeño Molino de Christianhavn
La casa museo Lille Mølle (Pequeño Molino) se encuentra en el barrio de Christianshavn, en Copenhague (Dinamarca). Fue el último molino de viento de las antiguas murallas de Christianshavn. Se trata de un molino holandés construido en 1783 en uno de los bastiones, en sustitución de un molino de poste erigido en 1669. En 1916 se convirtió en vivienda particular.
Hasta 2016, Lille Mølle estuvo abierto a los visitantes en horario limitado. Todo se dejó tal y como estaba cuando la casa aún estaba habitada. La casa era muy ecléctica y típica de su época a la vez. En 2016, el Museo Nacional cerró esta casa museo histórica.

## Historia

### El primer molino de viento

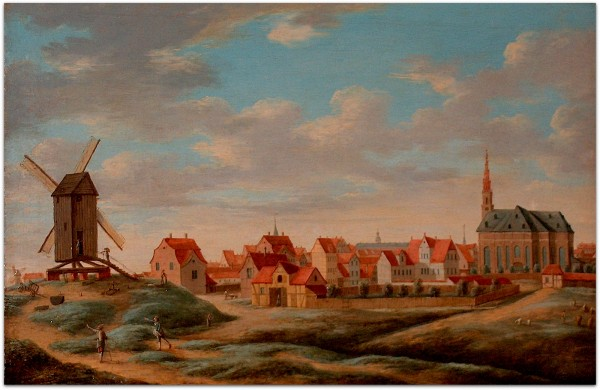
El Pequeño Molino en 1754

El primer molino de viento del lugar fue un molino de poste construido en 1669. Formaba parte de los numerosos molinos que se construyeron en las fortificaciones abaluartadas de Copenhague. El único que se conserva es el de la fortaleza de Kastellet. En caso de asedio, una ciudad fortificada necesitaba suministros seguros, entre ellos provisiones de harina. Al mismo tiempo, su ubicación en los bastiones proporcionaba unas condiciones de viento favorables. 

### El segundo molino de viento

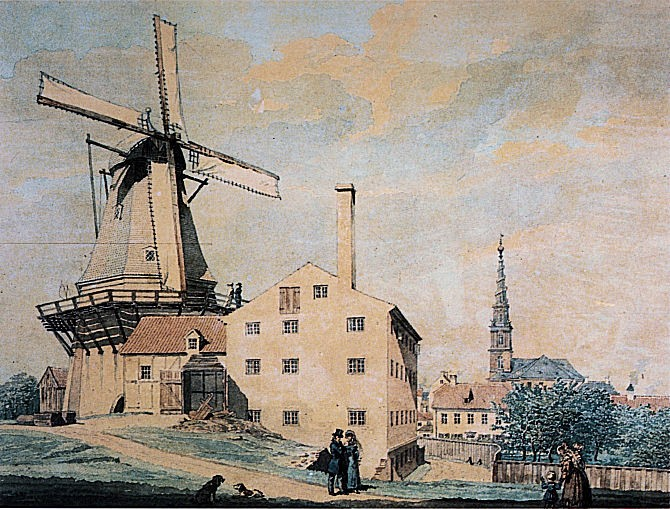
El Pequeño Molino pintado por Heinrich Gustav Ferdinand Holm en 1845

El antiguo molino de viento fue sustituido por un molino de viento holandés construido en 1783. En 1832, el complejo se amplió con un molino de vapor de cuatro pisos. Los dos molinos funcionaban juntos como molino de grano, abasteciendo de harina a los ciudadanos de Copenhague. A finales del siglo XIX, retiraron la tapa del molino y, durante un tiempo, los militares lo utilizaron para almacenar la paja necesaria para algunos cuarteles cercanos, tanto como forraje para los caballos como para rellenar los colchones de los soldados. En 1909, el molino de vapor dejó de funcionar.

### Transformación en vivienda

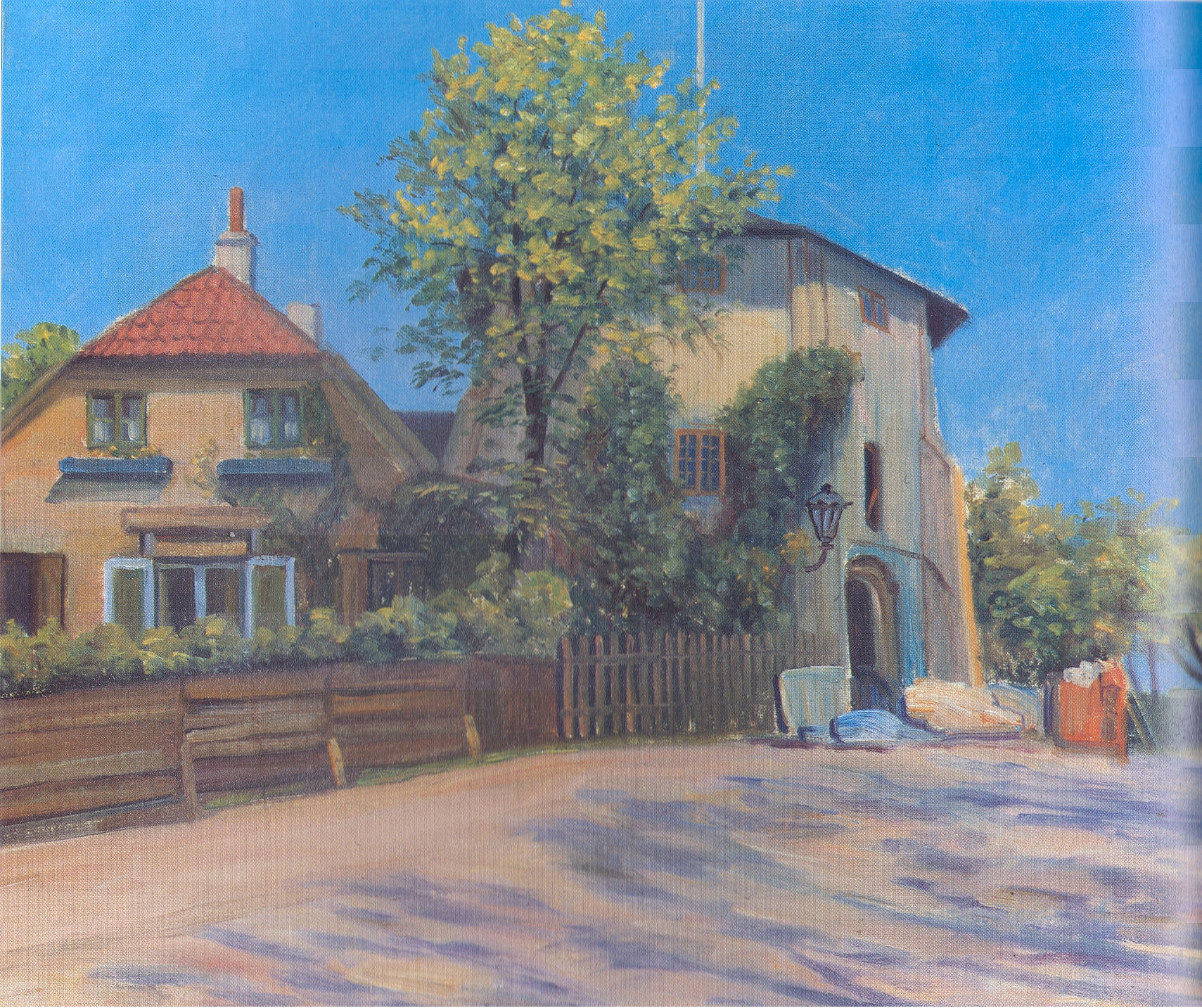
El Pequeño Molino sin su tapa en 1932

En 1916, el Pequeño Molino fue adquirido por Ejnar Flach-Bundegaard, un joven ingeniero que lo convirtió en su vivienda particular y la de su esposa, así como en una pequeña fábrica: DIAF (Fábrica Danesa de Instrumentos y Aparatos). El Sr. y la Sra. Flach-Bundegaard construyeron su ecléctico hogar en la base octogonal del molino, de cinco plantas. La fábrica estaba ubicada en el molino de vapor y un almacén que ahora han sido demolidos al otro lado de Christianshavn Voldgade.

## El museo hoy

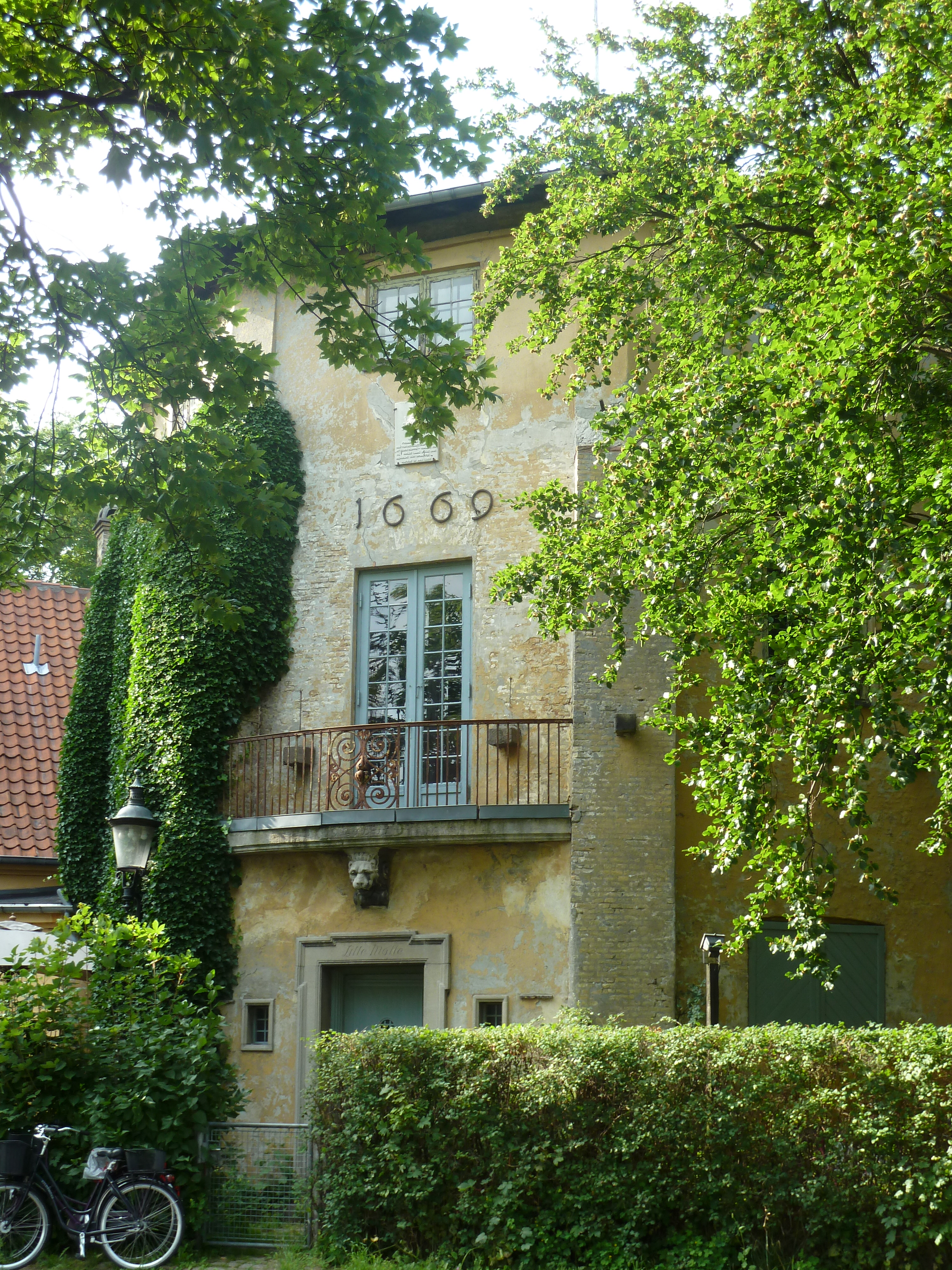
El Pequeño Molino hoy

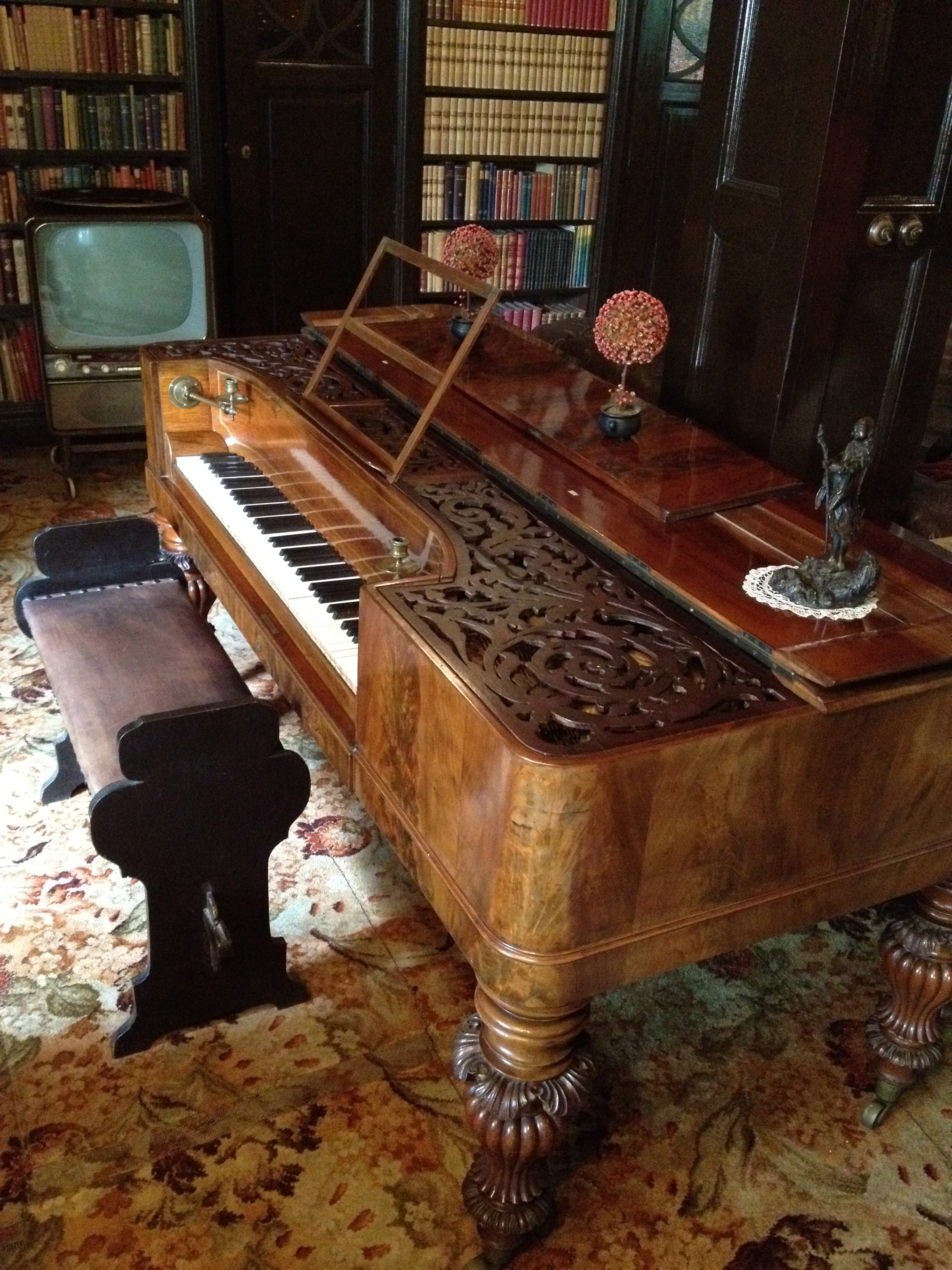
El piano

Ejnar Flach-Bundegaard murió en 1949 y su viuda en 1974. Poco antes de morir, donó el Pequeño Molino al Museo Nacional Danés, y hoy todo sigue exactamente igual que cuando la pareja vivía allí.
A pesar de no ser una casa típica, el Pequeño Molino es en algunos aspectos característica de su época, estando decorada con un estilo romántico nacional pero a la vez singularmente personal.